# Vremenu neprimjerena razmatranja
Vremenu neprimjerena razmatranja (njem. Unzeitgemässe Betrachtungen) jest zbirni naziv za oglede koje je njemački filozof Friedrich Nietzsche izdavao između 1873. i 1876. godine. Ukupno je objavio četiri takva ogleda. 
Prvi ogled, naslovljen David Strauss: Ispovjednik i pisac, objavljen je 1873. godine. Već sljedeću godinu Nietzsche izdaje dva Vremenu neprimjerena razmatranja, O koristi i štetnosti historije za život, u kojemu problematizira tada dominantne tendencije historijske edukacije u njemačkom obrazovnom sustavu te pretjeranog historizma u njemačkoj filozofiji, te Schopenhauer kao odgajatelj, djelo u kojemu opisuje svoj vlastiti odnos spram Schopenhauerove filozofije i gdje potonjeg opisuje kao najboljega primjera toga kakva bi ličnost trebala biti svaki pravi filozof. 1876. izdaje posljednje Vremenu neprimjereno razmatranje, Richard Wagner u Bayreuthu.

## Vanjske poveznice
- Unzeitgemässe Betrachtungen, izvorni tekst na njemačkom jeziku